# Carpathonesticus zaitzevi
Carpathonesticus zaitzevi là một loài nhện trong họ Nesticidae.
Loài này thuộc chi Carpathonesticus. Carpathonesticus zaitzevi được miêu tả năm 1939 bởi Charitonov.